# Alegre (Espírito Santo)
Alegre, amtlich portugiesisch Município de Alegre, ist eine Gemeinde im brasilianischen Bundesstaat Espírito Santo. Die Bevölkerungszahl wurde zum 1. Juli 2021 auf 29.869 Einwohner geschätzt, die auf einer Gemeindefläche von 772 km² leben und Alegrenser (alegrenses) genannt werden. Sie steht an 21. Stelle der 78 Munizips des Bundesstaates und ist 189 km von der Hauptstadt Vitória entfernt.

## Geographie
Umliegende Gemeinden sind Cachoeiro de Itapemirim, Jerônimo Monteiro, Muniz Freire, Mimoso do Sul, Guaçuí, Ibitirama, São José do Calçado und Castelo.
Das Biom ist Mata Atlântica. 

## Geschichte
Ursprünglich gehörten erste Ansiedlungen und das Dorf Alegre zur Gemeinde Cachoeiro de Itapemirim. Alegre erhielt die Stadtrechte als Munizip am 11. November 1890.

## Kommunalpolitik
Stadtpräfekt (Bürgermeister) wurde für die Amtszeit 2017 bis 2020 bei der Kommunalwahl 2016 José Guilherme Gonçalves Aguilar des PSDB.
Bei der Kommunalwahl 2020 löste ihn Nemrod Emerick, genannt Nirrô, der Partei Solidariedade für die Amtszeit 2021 bis 2024 ab.
Die Gemeinde ist seit 2001 in acht Distrikte gegliedert: Alegre, Anutiba, Araraí, Café, Celina, Rive, Santa Angélica und São João do Norte. 

## Söhne und Töchter der Stadt
- Jean Elias (* 1969), Fußballspieler
- Guilherme Rodrigues Moreira (* 1987), Fußballspieler